# Kessen
Kessen (決戦?) è un videogioco tattico in tempo reale del 2000 sviluppato da Koei per PlayStation 2. Il gioco ha ricevuto due seguiti, Kessen II e Kessen III.

## Trama
Ambientato nel periodo Sengoku, nel videogioco è possibile impersonare Tokugawa Ieyasu o Ishida Mitsunari e ripercorrere le vicende attorno alla battaglia di Sekigahara.